# Verkehrsbetriebe Ludwigshafen
Die Verkehrsbetriebe Ludwigshafen GmbH (VBL) sind der kommunale Betreiber des öffentlichen Personennahverkehrs in Ludwigshafen am Rhein.
Zusammen mit der Rhein-Haardtbahn GmbH, der MV Mannheimer Verkehr und der Heidelberger Straßen- und Bergbahn GmbH ist das Unternehmen an
der Rhein-Neckar-Verkehr GmbH (RNV) beteiligt. Seit im März 2005 die RNV das operative Geschäft der sogenannten „Muttergesellschaften“ übernommen hat, treten die VBL nach außen nicht mehr als eigenständiges Unternehmen auf.